# Association des écrivains bretons
L'Association des écrivains bretons (AEB) (en breton Unvaniezh Skrivagnerien Vreizh) a été créée en 1978 par Yann Brekilien. Elle réunit une centaine d'adhérents traitant de nombreux thèmes de la littérature et de la poésie, en français et aussi en breton, avec une forte inclination pour les thèmes concernant la Bretagne.

## Présentation
Chaque année, elle décerne plusieurs prix littéraires dans différentes catégories :
- Grand prix des écrivains bretons pour un roman de fiction.
- Priz Per-Jakez Helias e brezhoneg pour un ouvrage en langue bretonne.
- Prix Pierre-Jakez Hélias « Conte et raconte ».
- Prix Camille Le Mercier d'Erm pour une œuvre de poésie.
- Prix Pierre Mocaër pour un livre d'histoire de Bretagne.
- Prix pour un ouvrage en gallo (nouveau prix pour la sélection 2014).
- Prix Victor Segalen pour un récit de voyage.

Les écrivains distingués reçoivent des dotations financées par des entreprises ou des fondations d'entreprise bretonnes.
Elle a compté parmi ses membres des écrivains illustres comme Henri Queffelec et Pierre-Jakez Hélias.